# エアロスタット

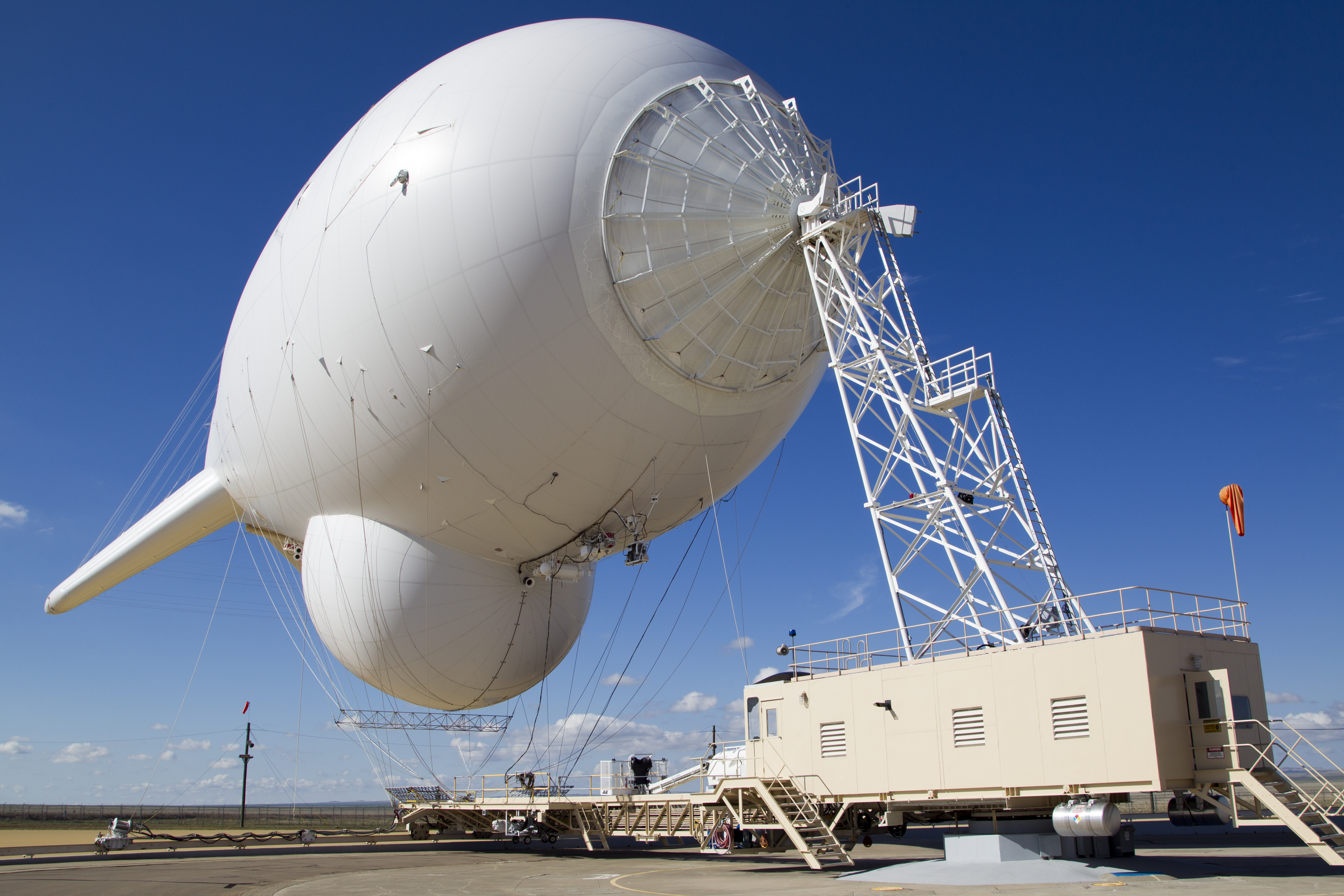
米国国土安全保障省が使用する最新の連結式エアロスタット・レーダー・システム（TARS）

エアロスタット（えあろすたっと、英語: Aerostat（ギリシャ語の ἀήρAER（空気） +στατόςstatos（立っている）はフランス語））は、浮力のあるガスを使用して揚力を得る空気より軽い航空機。エアロスタットには、動力のないバルーン（気球）と動力のある飛行船が含まれる。気球は自由飛行または係留気球の場合がある。航空機の平均密度は大気の密度よりも低くなる。これは、その主成分が1つ以上のガスバッグであり、揚力ガス（加熱された空気と空気よりも密度の低いガスを含む）を含む軽量のスキンである。浮力を提供するための機器や人を含むゴンドラなどの他のコンポーネントも取り付けられている。特に飛行船の場合、ガスバッグは外側のエンベロープで保護されている場合がある。
エアロスタットは、周囲の気団を通過する必要のない浮力である空気静力学揚力を使用するため、このように名付けられた。これは、主に空力揚力を使用する航空機とは対照的である。この揚力は、周囲の気団を通る翼の表面の動きを必要とする。この用語は、より狭い意味でも使用されていて、自由飛行船とは対照的に、静的につながれた気球を指す。本稿では、この用語を広い意味で使用している。

## 学術用語
従来の使用法では、エアロスタットという用語は、主に空気静力学浮力を使用して空中に留まっている航空機を指す。
歴史的に、すべてのエアロスタットはバルーン（気球）と呼ばれていた。水平飛行が可能な動力付きのタイプは、飛行船の気球または単に飛行船と呼ばれていた（フランス語のdirigeableは操縦可能を意味する）。これらの動力付きエアロスタットは後に飛行船と呼ばれるようになり、「バルーン」という用語は、テザー付きかフリーフローティングかにかかわらず、動力なしのタイプ用に使用される。
最近では、米国政府監査院が「エアロスタット」という用語を別の意味で使用して、静的につながれた気球と自由飛行船を区別している。

## タイプ

### バルーン

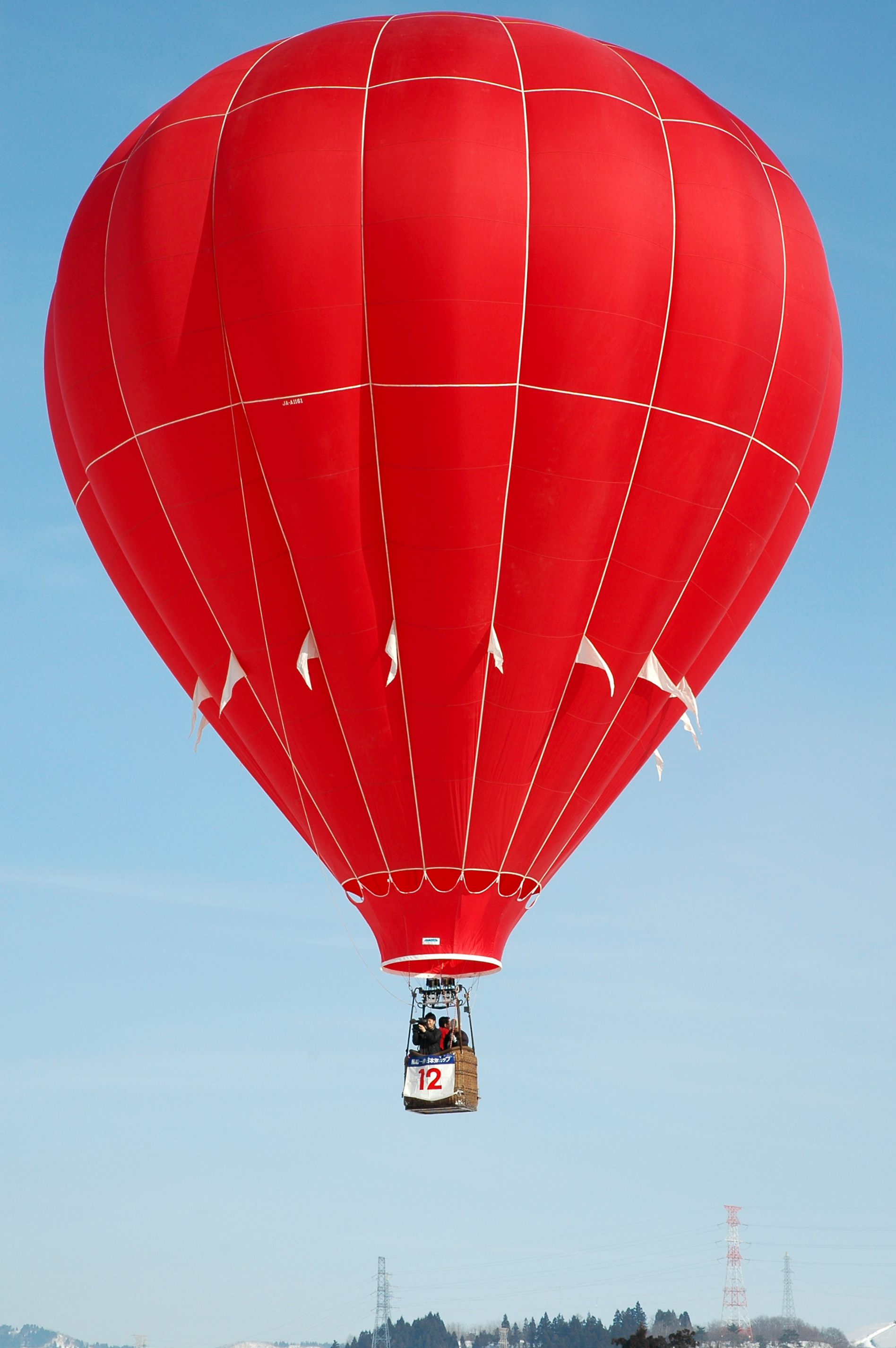
自由に飛ぶ熱気球

バルーン（気球）は、推進力のない無動力のエアロスタットであり、長いケーブルにつながれているか、風と共に自由に漂うことになる。
フリーバルーンは風速で移動するが、風と共に移動するため、乗客にとって空気は穏やかで無風に感じられる。対地高度を変更するには、揚力の量を調整するか、バラスト重量を廃棄する必要がある。自由飛行気球の注目すべき用途には、気象気球やスポーツ気球などがある。
テザーバルーンは、1つまたは複数の係留索またはテザーによって押さえられている。ラインをぴんと張るのに十分な力があり、ラインをウインチインまたはウィンチアウトすることで高度を制御する。つながれた気球は風を感じる。丸い気球は不安定で強風で揺れるため、カイトバルーンは軟式飛行船に似た空力形状で開発され、カイトバルーンと軟式飛行船はどちらも「飛行船」と呼ばれることがある。テザーバルーンの注目すべき用途には観測気球と 阻塞気球が含まれ、テザーなしバルーンの用途には、スパイバルーン、風船爆弾などが含まれる。

### 飛行船

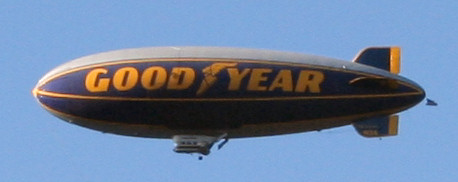
グッドイヤー飛行船は軟式飛行船。

飛行船は、操縦可能な動力付きの自由飛行エアロスタット。飛行船は、硬式飛行船、半硬式飛行船、非硬式飛行船のタイプに分けられ、これらは最後に飛行船として知られている。
硬式飛行船は、内部の揚力ガスバッグを囲む外側のフレームワークまたはスキンを備えている。外側のエンベロープは、ガスバッグが収縮してもその形状を維持します。 20世紀のツェッペリン飛行船は硬式タイプ。
非硬式飛行船や半硬式飛行船は、ガスを失うと気球のように収縮する。グッドイヤー飛行船は今でもアメリカでは一般的な光景である。
半硬式飛行船は、非硬式飛行船のように膨張可能なガスバッグを備えているが、飛行中にその形状を保持するのに役立つ支持構造を備えている。最初の実用飛行船であるサントスデュモン6号は、半硬式飛行船であった。
一部の飛行船は、エンベロープの形状を使用して、またはフィンや小さな翼を追加することにより、空中を移動するときに空力的に追加の揚力を得る。通常の巡航でこの持ち上げ効果を利用するように設計されたタイプは、ハイブリッド飛行船と呼ばれる。

### ハイブリッドエアロスタット
ハイブリッドタイプは、静的浮力と動的気流の両方を使用して揚力を発生する。ダイナミックな動きは、ハイブリッド飛行船として推進力を使用するか、オールソップ・ヘリカイトまたはカイツーンとして凧のように風の中で綱でつなぐことによって作成される。
オールソップ・ヘリカイトは、ヘリウム気球と凧を組み合わせて、風とヘリウムの両方を揚力に利用する、空力的に健全な単一のテザー航空機を形成します。ヘリカイトは半剛性。ヘリカイトは、入手可能な最も安定した、エネルギーと費用効果の高いエアロスタットと見なされている。これにより、ヘリキテスは従来のエアロスタットに比べてさまざまな利点が得られる。従来のエアロスタットは、強風に対抗するために比較的低揚力のヘリウムガスを利用する必要があり、対処するには大量のガスが必要であり、非常に大きく扱いにくく高価である。ヘリカイトは風の揚力を利用するため、強風で動作するために必要なのは、従来のエアロスタットの数分の1のサイズである必要がある。ヘリカイトは、同じサイズの従来のエアロスタットよりも何倍も高い高度で飛行を行う。小型で構造の継ぎ目が少ないことは、ヘリキテスが従来のエアロスタットと比較してガス漏れの問題が最小限であることを意味する。したがって、ヘリキテスははるかに少ないヘリウムを使用する。
ヘリカイトはバローネットを必要としないため、従来のエアロスタットよりも構造が簡単であり、ヘリキットは空中を維持するために一定の電力を必要としない。ヘリカイトも非常に安定しているため、カメラや科学機器に適したプラットホームである。小さなヘリキットはすべての天候で飛行するため、これらのサイズは非常に信頼性が高く、取り扱いが簡単で、大型の高価なウインチを必要としないため人気がある。ヘリカイトは、完全に膨らませて、車の中に収まるほど小さくすることができ、重いペイロードを高高度に飛ばす必要がある場合は大きくすることもできる。ヘリカイトは最も人気のあるエアロスタットの設計の1つであり、科学界、軍隊、写真家、地理学者、警察、ファーストレスポンダーによって広く使用されている。ヘリキットは、携帯電話がカバーされていない地域の4Gおよび5G基地局を提供するために通信会社によって使用される。
ヘリカイトのサイズは、30gの純粋なヘリウムリフトで1メートル（ガス量0.13 m 3 ）から、最大14メートル（ガス量250m 3 ）で117kgを持ち上げることができる。小型のヘリカイトは1,000フィートの高度まで飛行でき、中型ヘリキットは高度13,000 フィートまで飛行可能。大型のヘリキットは7,000フィートまで飛行可能。
パイアセッキヘリコプターは、1機のヘリコプターよりも重い荷物を持ち上げる機能を提供するために、4機の廃止されたヘリコプターと余剰の海軍飛行船のローターシステムを使用してパイアセッキ PA-97ヘリスタットを開発した。同機は、試験飛行中に致命的な事故に見舞われた。2008年、ボーイングとスカイフックインターナショナルはコンセプトを復活させ、スカイフック JHL-40の設計案を発表した。